# 久家心
久家 心（くげ こころ、2004年3月11日 - ）は、日本の女優。神奈川県出身。スペースクラフトエージェンシー所属。

## 出演

### テレビドラマ
- スクール!! 第6話（2011年2月20日、フジテレビ）
- 犬を飼うということ〜スカイと我が家の180日〜（2011年4月 - 6月、テレビ朝日） - 本郷眞子 役
- もう誘拐なんてしない（2012年1月3日、フジテレビ） - 荒井詩緒里 役
- 最後から二番目の恋 第6話（2012年2月16日、フジテレビ）
- 福岡恋愛白書7 第二話「初恋の詩」（2012年3月24日、九州朝日放送） - 宮本香織（子供時代） 役
- 世にも奇妙な物語 2012年 春の特別編 7歳になったら（2012年4月21日、フジテレビ） - 園田夕子 役
- 私と彼とおしゃべりクルマ 前編（2012年9月22日、フジテレビ）近藤遥香（幼少期） 役
- レジデント〜5人の研修医 第1話（2012年10月18日、TBS） - 美山しずく（幼少期） 役
- いつか陽のあたる場所で 第6話（2013年2月12日、NHK総合） - 佐伯優奈 役
- BS時代劇『妻は、くノ一』（2013年、NHK BSプレミアム） - おゆう 役
- 島の先生（2013年5月 - 6月、NHK総合） - 夏村広海 役
- 水曜ミステリー9『浅草下町通交番 子連れ巡査の捜査日誌』（2013年7月24日、2014年6月4日、テレビ東京） - 佐武はな 役
- 二十四の瞳（2013年8月4日、テレビ朝日） - 片桐コトエ（1年生） 役
- よろず占い処 陰陽屋へようこそ 第5話（2013年11月5日、フジテレビ） - 日高真央 役
- Dr.DMAT 第10話・11話（2014年3月13日・20日、TBS） - 野呂朱音 役
- 続・最後から二番目の恋（2014年4月 - 6月、フジテレビ） - 長倉万理子（幼少期） 役
- 罪人の嘘 第1・3・4話（2014年8月 - 9月、WOWOW） - 楠之瀬希海 役
- 女はそれを許さない 第1話 - 2話・4話 - 5話（2014年10月21日 - 28日、11月11日 - 18日、TBS） - 知香 役
- 大使閣下の料理人（2015年1月3日、フジテレビ） - アイン 役
- ビューティフル・スロー・ライフ（2015年12月24日、NHK） - 長女 役
- 金曜プレミアム『女医・倉石祥子〜死の内科病棟〜』（2016年10月21日、フジテレビ） - 中野ナナミ 役
- 約束 〜16年目の真実〜 第1話（2024年4月11日、読売テレビ・日本テレビ） - 尾藤恵（高校時代） 役

### 映画
- ちはやふるシリーズ（東宝） - 綾瀬千早（少女時代） 役
  - ちはやふる -上の句-（2016年3月19日）
  - ちはやふる -下の句-（2016年4月29日）

### 舞台
- ミュージカル「美少女戦士セーラームーン」 - ちびうさ / セーラーちびムーン
  - 「美少女戦士セーラームーン-Petite Étrangère-（プチテトランジェール）」（2014年8月21日 - 31日、AiiA Theater Tokyo / 9月5日 - 7日、梅田芸術劇場 シアター・ドラマシティ / 2015年1月16日 - 18日、上海戯劇学院上戯劇院）
  - なかよし60周年記念公演「美少女戦士セーラームーン -Un Nouveau Voyage-（アン ヌーヴォー ヴォヤージュ）」（2015年9月18日 - 27日、AiiA 2.5 Theater Tokyo / 10月2日 - 4日、サンケイホールブリーゼ）
- ライブミュージカル「プリパラ」み〜んなにとどけ!プリズム☆ボイス（2016年2月4日 - 7日、Zeppブルーシアター六本木） - 真中らぁら（プリパラチェンジ前） 役
  - ライブミュージカル「プリパラ」み〜んなにとどけ!プリズム☆ボイス2017（2017年1月26日 - 1月29日、Zeppブルーシアター六本木）
- SHOW BOY（2019年7月10日 - 28日、シアタークリエ）
- 鬼滅の刃（2020年1月18日 - 26日：天王洲銀河劇場、1月31日 - 2月2日、AiiA 2.5 Theater Kobe） - 黒髪 役
- 少女☆歌劇 レヴュースタァライト -The LIVE エーデル- Delight（2022年2月18日 - 27日、天王洲銀河劇場） - 海辺みんく 役[2]
  - 少女☆歌劇 レヴュースタァライト -The STAGE 中等部- Regalia（2022年10月14日 - 24日、飛行船シアター）
  - 少女☆歌劇 レヴュースタァライト -The STAGE 中等部- Rebellion（2023年6月7日 - 12日、飛行船シアター）[3]
  - 少女☆歌劇 レヴュースタァライト -The STAGE 中等部- Remains（2024年7月6日 - 15日、飛行船シアター）[4]
  - 少女☆歌劇 レヴュースタァライト -The LIVE 青嵐- Baby Blue（2024年9月6日 - 15日、飛行船シアター）[5]
  - 少女☆歌劇 レヴュースタァライト -The STAGE 中等部- Rerise（2025年6月7日 - 14日、飛行船シアター）[6]
- 舞台『呪術廻戦』- 京都姉妹校交流会・起首雷同 -（2023年12月15日 - 31日、天王洲 銀河劇場 / 2024年1月6日 - 14日、AiiA 2.5 Theater Kobe）- 西宮桃 役[7]
- SUPERNOVA「泡沫の空に光を飛ばした」（2024年2月7日 - 18日、王子小劇場） - 半沢千賀子 役[8]
- SUPERNOVA「遠く吠えて花火をあげる」（2024年5月22日 - 6月2日、王子小劇場） - ユメ / シノブ 役[9]
- ミュージカル「贄姫と獣の王〜the KING of BEASTS〜」（2025年3月14日 - 23日、天王洲 銀河劇場 / 3月28日 - 30日、梅田芸術劇場 シアター・ドラマシティ） - サリフィ 役[10][11]
- 舞台「ヘブンバーンズレッド」（2025年10月31日 - 11月9日〈予定〉、東京ドームシティ シアターGロッソ） - 水瀬すもも 役[12]

### ゲーム
- 少女☆歌劇 レヴュースタァライト -Re LIVE-（2022年、海辺みんく[13]）

### CM
- ケンタッキーフライドチキン（2010年）
- アイフルホーム（2010年）
- バンダイ（2010年）
- 大正製薬、パブロン[14]（2010年 - 2015年）
- アクリフーズ（2011年）
- レック、水の激落ちくん（2011年）
- イオン、新入学（2011年）
- ミツカン、すし酢（2011年）
- NTT東日本、FLET'S光、光iフレーム（2011年）
- スカパー!映画部（2011年）
- H.I.S.（2012年 - 2013年）

## ディスコグラフィ

### キャラクターソング
| 発売日         | 商品名                                         | 歌                                                                   | 楽曲                                                  | 備考                                                                      |
| -------------- | ---------------------------------------------- | -------------------------------------------------------------------- | ----------------------------------------------------- | ------------------------------------------------------------------------- |
| 2022年4月20日  | Delight to me!【エーデル ver.】                | シークフェルト音楽学院中等部                                         | 「シークレット☆リトルスタァズ」                       | 舞台『少女☆歌劇 レヴュースタァライト -The LIVE エーデル- Delight』関連曲  |
| 2022年10月12日 | Regalia -継承- /アフレぐ!〜Aufregendes leben〜 | シークフェルト音楽学院中等部                                         | 「Regalia -継承-」                                    | 舞台『少女☆歌劇 レヴュースタァライト -The STAGE 中等部- Regalia』主題歌   |
| 2022年10月12日 | Regalia -継承- /アフレぐ!〜Aufregendes leben〜 | シークフェルト音楽学院中等部                                         | 「アフレぐ!〜Aufregendes leben〜」                    | 舞台『少女☆歌劇 レヴュースタァライト -The STAGE 中等部- Regalia』関連曲   |
| 2023年6月7日   | Rebellion/ユメみロ                             | シークフェルト音楽学院中等部                                         | 「Rebellion」                                         | 舞台『少女☆歌劇 レヴュースタァライト -The STAGE 中等部- Rebellion』主題歌 |
| 2023年6月7日   | Rebellion/ユメみロ                             | シークフェルト音楽学院中等部                                         | 「ユメみロ」                                          | 舞台『少女☆歌劇 レヴュースタァライト -The STAGE 中等部- Rebellion』関連曲 |
| 2024年7月3日   | Remains/夢のプレリュード                       | シークフェルト音楽学院中等部                                         | 「Remains」                                           | 舞台『少女☆歌劇 レヴュースタァライト -The STAGE 中等部- Remains』主題歌   |
| 2024年7月3日   | Remains/夢のプレリュード                       | シークフェルト音楽学院中等部                                         | 「夢のプレリュード」                                  | 舞台『少女☆歌劇 レヴュースタァライト -The STAGE 中等部- Remains』関連曲   |
| 2024年12月25日 | Kleinod                                        | 小鳩良子（深川瑠華）・高千穂ステラ（青木陽菜）・海辺みんく（久家心） | 「待ちきれないTeaParty」                              | 『少女☆歌劇 レヴュースタァライト』関連曲                                  |
| 2024年12月25日 | Kleinod                                        | 小鳩良子（深川瑠華）・海辺みんく（久家心）                           | 「ブルームーン」                                      | 『少女☆歌劇 レヴュースタァライト』関連曲                                  |
| 2024年12月25日 | Kleinod                                        | シークフェルト音楽学院中等部                                         | 「憧れた空からの眺め」                                | 『少女☆歌劇 レヴュースタァライト』関連曲                                  |
| 2025年6月4日   | Rerise                                         | シークフェルト音楽学院中等部                                         | 「Rerise」                                            | 舞台『少女☆歌劇 レヴュースタァライト -The STAGE 中等部- Rerise』主題歌    |
| 2025年6月4日   | Rerise                                         | シークフェルト音楽学院中等部                                         | 「真夏の夜の恋騒ぎ」 「Let's call me little prince!」 | 舞台『少女☆歌劇 レヴュースタァライト -The STAGE 中等部- Rerise』関連曲    |

### ユニットメンバー
1. 1 2  高千穂ステラ（青木陽菜）、大賀美詩呂（松澤可苑）、小鳩良子（深川瑠華）、海辺みんく（久家心）、森保クイナ（佐當友莉亜）